# Windsborn-Kratersee

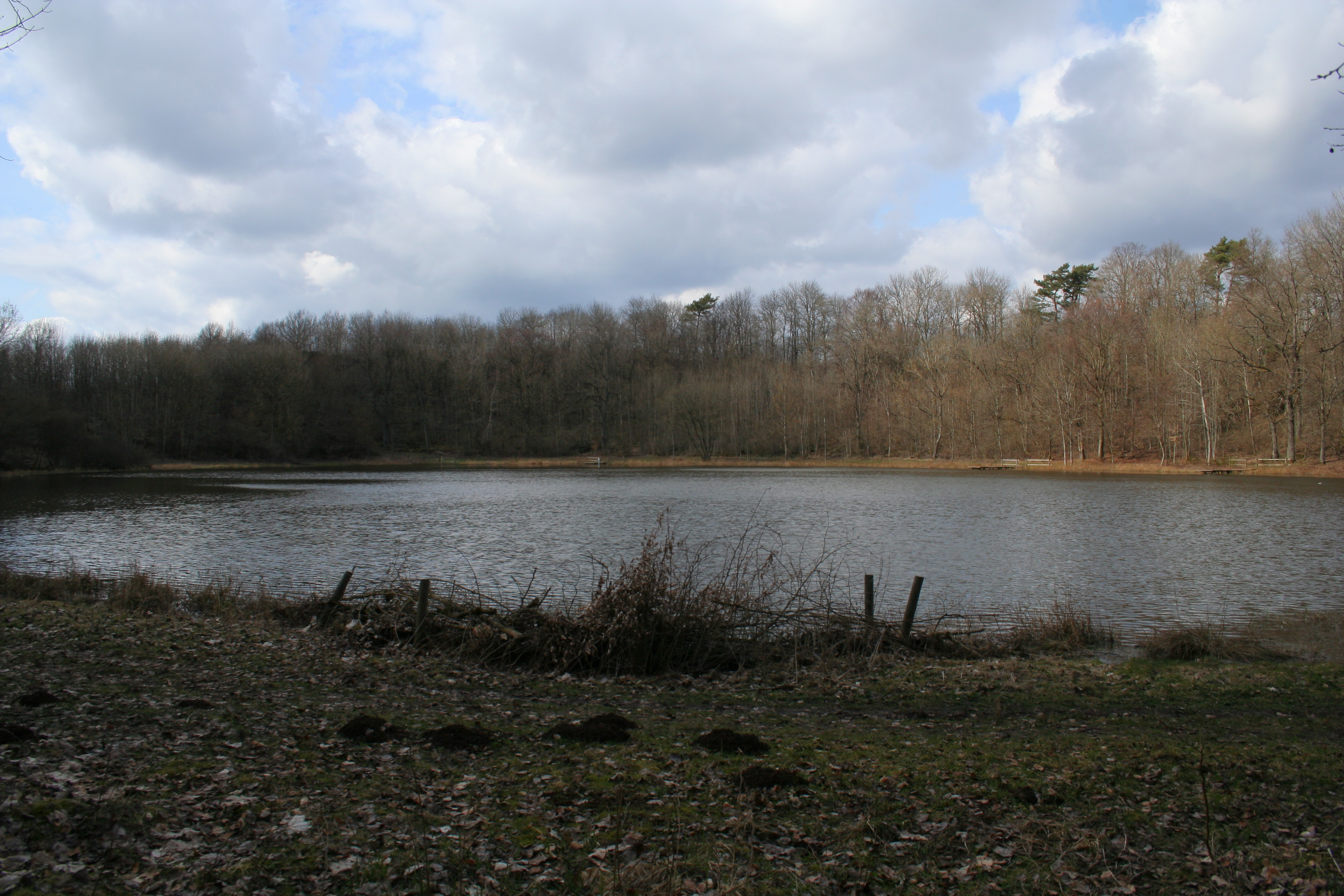
Windsborn-Kratersee

Der Windsborn-Kratersee ist ein mit Wasser gefüllter Vulkankrater in der Eifel, die zum Rheinischen Schiefergebirge gehört. Er liegt bei Bettenfeld im rheinland-pfälzischen Landkreis Bernkastel-Wittlich und gehört zur aus vier Kratern bestehenden Gruppe Reihenkrater Mosenberg, die ihren Namen nach dem 517 m ü. NHN hohen Mosenberg erhalten haben.

## Geographische Lage
Der Windsborn-Kratersee liegt in der südwestlichen Vulkaneifel und im Naturpark Vulkaneifel. Er befindet sich 1,2 km östlich der Dorfkirche von Bettenfeld auf dem Nordnordwestteil des Mosenbergs etwas unterhalb von 470 m Höhe. Der Kratersee ist der von Süden her dritte Krater der Reihenkrater Mosenberg und breitet sich im Naturschutzgebiet Reihenkrater Mosenberg und Horngraben aus, zu dem auch das Hinkelsmaar (teils auch Hinkelmaar genannt) im vierten Krater 330 m nordnordöstlich des Windsborn-Kratersees zählt. Nordwestlich bis nördlich vorbei an beiden Kratern führt im Tal des Ellbachs, eines Kleinzuflusses der Kleinen Kyll, die Landesstraße 16 vorbei, welche Bettenfeld und das 2,8 km ostnordöstlich des Windsborn-Kratersee und östlich der Kleinen Kyll gelegene Manderscheid miteinander verbindet.

## Geologie

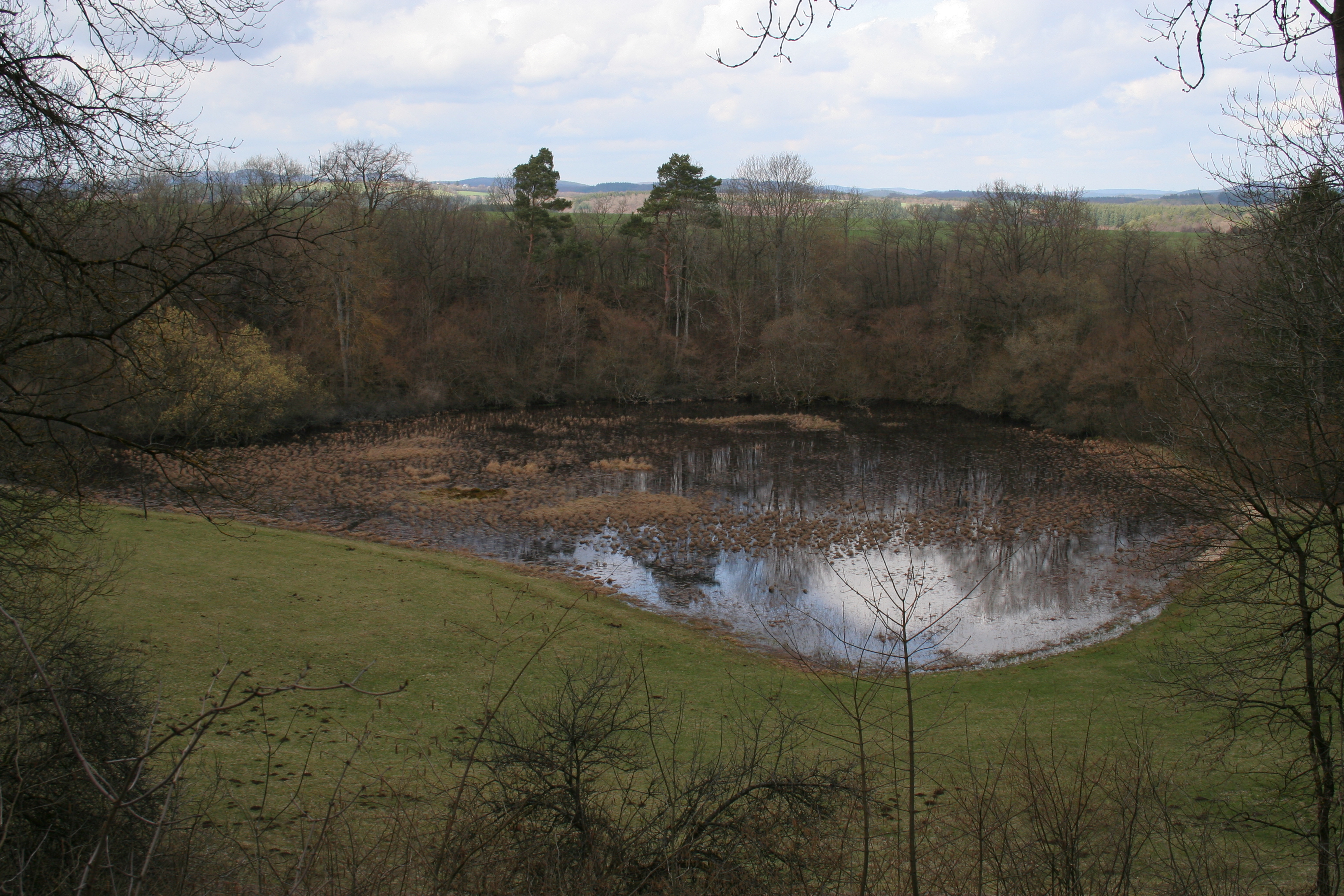
Hinkelsmaar

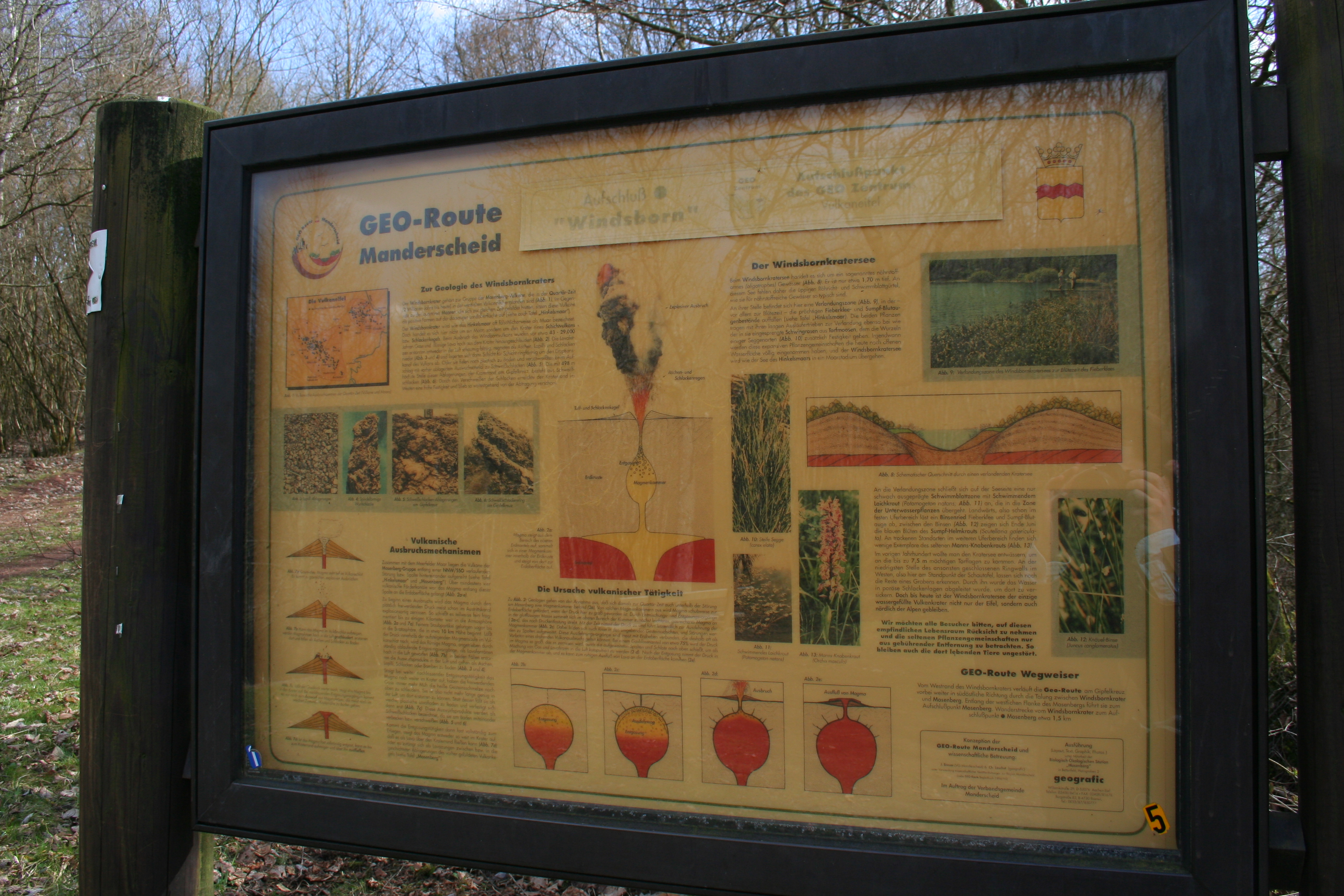
Infotafel am Windsborn-Kratersee

Der Windsborn-Kratersee ist einer der seltenen echten Kraterseen nördlich der Alpen. Manchmal wird er auch irreführend Windsbornmaar genannt, obwohl die beiden Arten der vulkanischen Seen unterschiedliche Entstehungsgeschichten haben: Ein Maar entsteht, sofern sich nach einer phreatomagmatischen Explosion der ausgeblasene Trichter mit Wasser füllt. Dagegen bildet sich ein echter Kratersee entweder in einem Vulkankrater oder in einer Caldera, wie sie aus dem Einsturz einer oberflächennahen Magmakammer resultiert. Die letztgenannte Variante trifft zum Beispiel auf den Laacher See zu.
Alle Vulkankrater des Naturschutzgebiets entstanden bei einer Serie von Vulkanausbrüchen vor etwa 29.000 Jahren. Auch das Hinkelsmaar ist kein Maar, sondern ein solcher Vulkankrater.

## Beschreibung
Der kreisrunde Windsborn-Kratersee ist vollkommen von einem 20 bis 30 m hohen Wall umgeben, der steil zum See abfällt. Der Wall besteht aus der rotbraunen Asche und der Schweißschlacke, die aus dem ursprünglichen Vulkan ausgeworfen wurden.
Der See besitzt bei einer Tiefe von nur 170 cm nährstoffarmes Wasser, weil er ohne Zu- und Abfluss ist. Die Vegetation in der Verlandungszone des Sees – wie Fieberklee und Sumpfblutauge – steht unter Naturschutz. Wegen der geringen Wassertiefe und der Einmaligkeit des Biotops wurde der Angelbetrieb am See aufgegeben, stattdessen schuf man ein Angelersatzgewässer mit einer Wassertiefe von 120 cm zwischen dem Windsborn-Kratersee und der Ortslage Bettenfeld.